# Бао (Чад)
Бао (фр. Bao) — небольшой город и супрефектура в Чаде, расположенный на территории региона Западный Логон. Входит в состав департамента Гвени.

## Географическое положение
Город находится в юго-западной части Чада, к югу от реки Танджиле (бассейн реки Логон), на высоте 508 метров над уровнем моря. Населённый пункт расположен на расстоянии приблизительно 353 километров к юго-юго-востоку (SSE) от столицы страны Нджамены.

## Население
По данным официальной переписи 2009 года численность населения Бао составляла 43 353 человека (20 771 мужчина и 22 582 женщины). Население супрефектуры по возрастному диапазону распределилось следующим образом: 51 % — жители младше 15 лет, 45 % — между 15 и 59 годами и 4 % — в возрасте 60 лет и старше.

## Транспорт
Ближайший аэропорт расположен в городе Мунду.